# De Nieuwe Gazet
De Nieuwe Gazet is een voormalige Belgische liberale en vrijzinnige Antwerpse stadskrant.

## Geschiedenis
De krant ontstond als opvolger van De Koophandel, opgericht in 1863, op initiatief van toenmalig Antwerps burgemeester Jan Van Rijswijck. Medeoprichters waren Flor Burton, Oscar Van der Molen en Max Rooses. Hoofdredacteur werd Antoon Moortgat, die voordien ook deze functie bekleedde binnen De Koophandel. In 1899 werd hij opgevolgd door August Monet.
Tijdens de Eerste Wereldoorlog werd de publicatie gestaakt, maar kort daarna heropgestart met een interim-redactie. Bij de terugkeer van Monet ontsloeg hij prompt de ganse redactie. De krant nam na de Tweede Wereldoorlog standpunt in tegen het activisme, Vlaams-nationalisme en het amnestievraagstuk. De krant werd de spreekbuis van de progressieve, vrijzinnige strekking van de Antwerpse PVV.
In 1957 nam de nv Hoste (van o.a. Het Laatste Nieuws) een meerderheidsparticipatie in De Nieuwe Gazet en werd Frans Grootjans (de latere PVV-voorzitter) hoofdredacteur. In 1963 volgde de volledige fusie, er kwam een hechte redactionele samenwerking tussen beide dagbladen. De Nieuwe Gazet verzorgt sindsdien het Antwerpse regionieuws. In 1968 werd Grootjans directeur-generaal van de nieuwstitel.

## Structuur

### Hoofdredacteuren
| Tijdspanne  | Hoofdredacteur      |
| ----------- | ------------------- |
| 1897 - 1899 | Antoon Moortgat     |
| 1899 - 1958 | August Monet        |
| 1957 - 1968 | Frans Grootjans     |
| 1968 - 1990 | Frans Strieleman    |
| 1990 - 1995 | Luc Van der Kelen   |
| 1995 - 1996 | Raymond De Craecker |
| 1996 - 1999 | Peter Verbruggen    |
| 1999 - 2001 | Wim Verhoeven       |

### Redactie
Markante figuren die in de beginjaren de redactie bevolkten waren Jean Florus, Edouard van Regemorter, Jaak Groesser en Paul Vekemans. Later volgden Isidore Van Doosselaere en Omer Vanaudenhove. Politiek commentator Luc Van der Kelen startte er zijn carrière en ook theatermaker Bert Verhoye en auteur Tom Naegels schreven voor de krant.